# Prvenstvo Kraljevine Jugoslavije u vaterpolu 1934.
Vaterpolsko prvenstvo Kraljevine Jugoslavije za 1934. godinu je deseti put zaredom osvojio Jug iz Dubrovnika.

## Završnica prvenstva
Završnica vaterpolskog prvenstva Kraljevine Jugoslavije je održana od 27. do 29.srpnja. u Ljubljani u sklopu državnog prvenstva u plivanju i vaterpolu. 

U završnici su igrale četiri momčadi liga-sustavom.

## Rezultati
| 28. srpnja          |      |
| Ilirija - Viktorija | 5:2  |
| Jug - HAŠK          | 20:0 |
| Ilirija - HAŠK      | 7:0  |

| 29. srpnja       |        |
| Viktorija - HAŠK | 3:1    |
| Jug - Viktorija  | 3:0 pf |
| Jug - Ilirija    | 8:1    |

## Konačni poredak
| mj | klub              | ut. | pob. | ner. | por. | gol+ | gol- | bod. |
| -- | ----------------- | --- | ---- | ---- | ---- | ---- | ---- | ---- |
| 1. | Jug Dubrovnik     | 3   | 3    | 0    | 0    | 31   | 1    | 6    |
| 2. | Ilirija Ljubljana | 3   | 2    | 0    | 1    | 13   | 10   | 4    |
| 3. | Viktorija Sušak   | 3   | 1    | 0    | 2    | 5    | 9    | 2    |
| 4. | HAŠK Zagreb       | 3   | 0    | 0    | 3    | 1    | 30   | 10   |

## Poveznice
- Jugoslavenska vaterpolska prvenstva